# 大衛·格里菲斯 (物理學家)
大衛·傑弗里·格里菲斯（英語：David Jeffrey Griffiths，1942年12月5日—）是一位美國物理學家和教育家。格里菲斯自1978年起任職於里德學院至今，現在是該校霍華德·衛林科學教授（Howard Vollum Professor of Science）。請勿和俄勒岡州立大學另一位已故物理學家 David J. Griffiths 混淆。

## 經歷
格里菲斯自普特尼中學（The Putney School）畢業並進入哈佛大學就讀，於1964年獲得學士學位、1966年獲得碩士學位、1970年獲得博士學位。他在理論粒子物理學家西德尼·科爾曼的指導下以博士論文《Covariant Approach to Massless Field Theory in the Radiation Gauge》獲得學位。格里菲斯最為人所知的是他所著的三本獲得極高評價的大學物理學教科書：《Introduction to Elementary Particles》（第一版1987年，第二版2008年）、《Introduction to Quantum Mechanics》（第一版1995年，第三版2018年）和《Introduction to Electrodynamics》（第一版1981年，第四版2012年）。

## 獎項與榮譽
- 1997年密立根獎，表彰他「對物理教育做出了傑出的學術貢獻」[1][2]。

## 著作
- Griffiths, David J. . Cambridge. 2012. ISBN 9781107602175.

以下三本書是大學物理教學的常用教科書：
- Griffiths, David J. . Wiley-VCH. 2008. ISBN 3-527-40601-8.
- Griffiths, David J. . Cambridge University Press. 2012. ISBN 0-32-185656-2.
- Griffiths, David J. . Cambridge University Press. 2018. ISBN 0-13-111892-7.

## 外部連結
- Griffiths's web page（页面存档备份，存于）
- Lecture: The charge distribution on a conductor （页面存档备份，存于）
- "... could teach physics to gerbils." （页面存档备份，存于）
- David Griffiths在數學譜系計畫的資料。